# Finnischer Fußballpokal 1970
Der Finnische Fußballpokal 1970 (finnisch Suomen Cup 1970) war die 16. Austragung des finnischen Pokalwettbewerbs. Er wurde vom finnischen Fußballverband ausgetragen. Das Finale fand am 4. Oktober 1970 im Olympiastadion Helsinki statt. 
Pokalsieger wurde Mikkelin Palloilijat. Das Team setzte sich im Finale gegen Lahden Reipas mit 4:1 nach Verlängerung durch und qualifizierte sich damit für den Europapokal der Pokalsieger. Titelverteidiger Haka Valkeakoski war im Halbfinale gegen den späteren Finalisten Lahden Reipas ausgeschieden.
Alle Begegnungen wurden in einem Spiel ausgetragen. Bei unentschiedenem Ausgang wurde das Spiel um zweimal 15 Minuten verlängert. Stand danach kein Sieger fest, wurde das Spiel auf des Gegners Platz wiederholt. Bis zur 3. Runde hatten unterklassige Teams Heimrecht.

## Teilnehmende Teams
Für die erste Hauptrunde waren 48 Vereine der ersten und zweiten Liga direkt qualifiziert. Dazu kamen 16 Mannschaften der dritten und vierten Liga, die nach fünf Qualifikationsrunden startberechtigt waren.
| Veikkausliiga (12) | II divisioona Ost (14) | II divisioona West (13) | II divisioona Nord (13) |
| --- | --- | --- | --- |
| - Haka Valkeakoski - Helsingfors IFK - HJK Helsinki - Ilves-Kissat Tampere - Kemin Into - Kokkolan Palloveikot - Kuopion Elo - Kuopion PS - Lahden Reipas - Mikkelin Palloilijat - Turku PS - Lahti-69 | - Helsingin Palloseura - Helsingin Ponnistus - Hermannin Pallo - Kotkan Jäntevä - Kotkan Työväen Palloilijat - Kronohagens IF - Lahden Palloseura - Lappeenrannan Pallo - Mikkelin Pallo-Kissat - Myllykosken Pallo -47 - Savonlinnan Pallokerho - Tapion Honka | - IF Finströmskamraterna - Hämeenlinnan Pallokerho - Pallo-Sepot 44 - Porin Ässät - Porin Pallo-Toverit - Rauman Pallo - Tampereen Pallo-Veikot - TaPa Tampere - Turun Toverit - Turun Pyrkivä - Valkeakosken Koskenpojat | - Gamlakarleby BK - Jämsänkosken Ilves - Jyväskylän Palloilijat - Kajaanin Haka - Kajaanin Palloilijat - Karihaaran Tenho - Kokkolan PS - Kuopion Pallotoverit - Oulun Palloseura - Oulun Työväen Palloilijat - Vaasan PS - Vaasan Sport - Vasa IFK |
| Maakuntasarja (11) | Maakuntasarja (11) | Maakuntasarja (11) | Aluesarja (5) |
| - Hangö AIK - Jakobstads BK - Kallion PS - Lappeenrannan Pallo | - IFK Mariehamn - Pargas IF - Peli-Karhut Jalkapallo - Porin Palloseura | - Porvoon Akilles - Tornion Pallo -47 - Töölön Vesa | - Warkauden Pallo -35 - Koo-Vee Tampere - Sääksjärven Loiske - Oulun Luistinseura - VPV Vaasa |

## 1. Runde
|                            | Ergebnis  |                          |
| -------------------------- | --------- | ------------------------ |
| Kallion PS                 | 3:1       | Hermannin Pallo          |
| Koo-Vee Tampere            | 1:2       | Porin Pallo-Toverit      |
| Oulun Luistinseura         | 3:0       | Karihaaran Tenho         |
| Peli-Karhut Jalkapallo     | 6:0       | Kotkan Jäntevä           |
| Pargas IF                  | 1:3       | IF Finströmskamraterna   |
| Porin Palloseura           | 3:2 n. V. | Kronohagens IF           |
| Porvoon Akilles            | 2:3       | Töölön Vesa              |
| Hangö AIK                  | 0:4       | Ilves-Kissat Tampere     |
| Tapion Honka               | 2:3       | Turun Toverit            |
| Hämeenlinnan Pallokerho    | 2:0       | Helsingin Palloseura     |
| Jakobstads BK              | 2:3       | Vaasan PS                |
| Jyväskylän Palloilijat     | 0:4       | HJK Helsinki             |
| Kajaanin Haka              | 2:0       | Mikkelin Pallo-Kissat    |
| Kokkolan PS                | 2:3 n. V. | Gamlakarleby BK          |
| Kotkan Työväen Palloilijat | 0:1       | Lahti-69                 |
| Lappeenrannan Pallo        | 1:0       | Kuopion Elo              |
| IFK Mariehamn              | 4:3 n. V. | Turun Pyrkivä            |
| Myllykosken Pallo -47      | 1:2       | Lahden Palloseura        |
| Oulun Työväen Palloilijat  | 2:0       | Oulun Palloseura         |
| Imatran Pallo-Salamat      | 1:2       | Mikkelin Palloilijat     |
| Helsingin Ponnistus        | 2:3       | Jämsänkosken Ilves       |
| Pallo-Sepot 44             | 0:4       | Helsingfors IFK          |
| Rauman Pallo               | 00:10     | Lahden Reipas            |
| Savonlinnan Pallokerho     | 2:3       | Kuopion Pallotoverit     |
| Vaasan Sport               | 1:4       | Kuopion PS               |
| TaPa Tampere               | 2:4 n. V. | Valkeakosken Koskenpojat |
| Tornion Pallo -47          | 3:7       | Kemin Into               |
| Turku PS                   | 2:3       | Haka Valkeakoski         |
| Warkauden Pallo -35        | 1:0       | Kajaanin Palloilijat     |
| Porin Ässät                | 1:5       | Kokkolan Palloveikot     |
| Sääksjärven Loiske         | 2:1       | Tampereen Pallo-Veikot   |
| VPV Vaasa                  | 2:2 n. V. | Vasa IFK                 |

## Wiederholungsspiel
|          | Ergebnis  |           |
| -------- | --------- | --------- |
| Vasa IFK | 2:1 n. V. | VPV Vaasa |

## 2. Runde
|                          | Ergebnis  |                           |
| ------------------------ | --------- | ------------------------- |
| Hämeenlinnan Pallokerho  | 1:0       | Jämsänkosken Ilves        |
| IF Finströmskamraterna   | 0:4       | Lahden Reipas             |
| Kajaanin Haka            | 1:3       | Mikkelin Palloilijat      |
| Kuopion Pallotoverit     | 3:1       | Kokkolan Palloveikot      |
| Oulun Luistinseura       | 6:3       | Vasa IFK                  |
| Sääksjärven Loiske       | 1:3       | Peli-Karhut Jalkapallo    |
| Porin Palloseura         | 1:3       | Lahti-69                  |
| Warkauden Pallo -35      | 1:2 n. V. | Lappeenrannan Pallo       |
| Töölön Vesa              | 0:2       | HJK Helsinki              |
| Valkeakosken Koskenpojat | 1:3       | Helsingfors IFK           |
| Kallion PS               | 2:3 n. V. | Turun Toverit             |
| Gamlakarleby BK          | 4:1       | Oulun Työväen Palloilijat |
| Kuopion PS               | 6:1       | Kemin Into                |
| Lahden Palloseura        | 2:0       | Porin Pallo-Toverit       |
| IFK Mariehamn            | 4:5 n. V. | Ilves-Kissat Tampere      |
| Vaasan PS                | 0:2       | Haka Valkeakoski          |

## 3. Runde
|                         | Ergebnis |                        |
| ----------------------- | -------- | ---------------------- |
| Hämeenlinnan Pallokerho | 0:4      | Helsingfors IFK        |
| Lahti-69                | 2:3      | Lahden Reipas          |
| Mikkelin Palloilijat    | 5:0      | Gamlakarleby BK        |
| Lahden Palloseura       | 5:0      | Peli-Karhut Jalkapallo |
| Lappeenrannan Pallo     | 0:1      | Oulun Luistinseura     |
| Haka Valkeakoski        | 2:1      | Ilves-Kissat Tampere   |
| Turun Toverit           | 4:2      | Kuopion Pallotoverit   |
| HJK Helsinki            | 1:0      | Kuopion PS             |

## Viertelfinale
|                      | Ergebnis  |                   |
| -------------------- | --------- | ----------------- |
| Helsingfors IFK      | 4:7 n. V. | Lahden Reipas     |
| Mikkelin Palloilijat | 4:3       | Lahden Palloseura |
| Oulun Luistinseura   | 0:4       | Haka Valkeakoski  |
| Turun Toverit        | 1:3       | HJK Helsinki      |

## Halbfinale
|                      | Ergebnis  |               |
| -------------------- | --------- | ------------- |
| Mikkelin Palloilijat | 2:1 n. V. | HJK Helsinki  |
| Haka Valkeakoski     | 0:1       | Lahden Reipas |

## Finale
| Paarung              | Mikkelin Palloilijat – Lahden Reipas |
| Ergebnis             | 4:1 n. V. (1:1, 0:1) |
| Datum                | 4. Oktober 1970 |
| Stadion              | Olympiastadion, Helsinki |
| Zuschauer            | 5.399 |
| Tore                 | 0:1 Martti Hyvärinen(10.) 1:1 Kari Mutanen (86.) 2:1 Raimo Marttinen (104.) 3:1 Seppo Günther(110.) 4:1 Seppo Günthern (113.) |
| Mikkelin Palloilijat | Eingesetzte Spieler: Risto Remes – Matti Vanhanen, Rainer Jungman, Heikki Valjakka, Antti Rusanen, Vilho Rajantie, Antero Hyttinen, Antero Nikkanen, Heikki Kangaskorpi, Pentti Toivola, Kari Mutanen, Seppo Günther, Raimo Marttinen |